# Oskar Hillebrandt

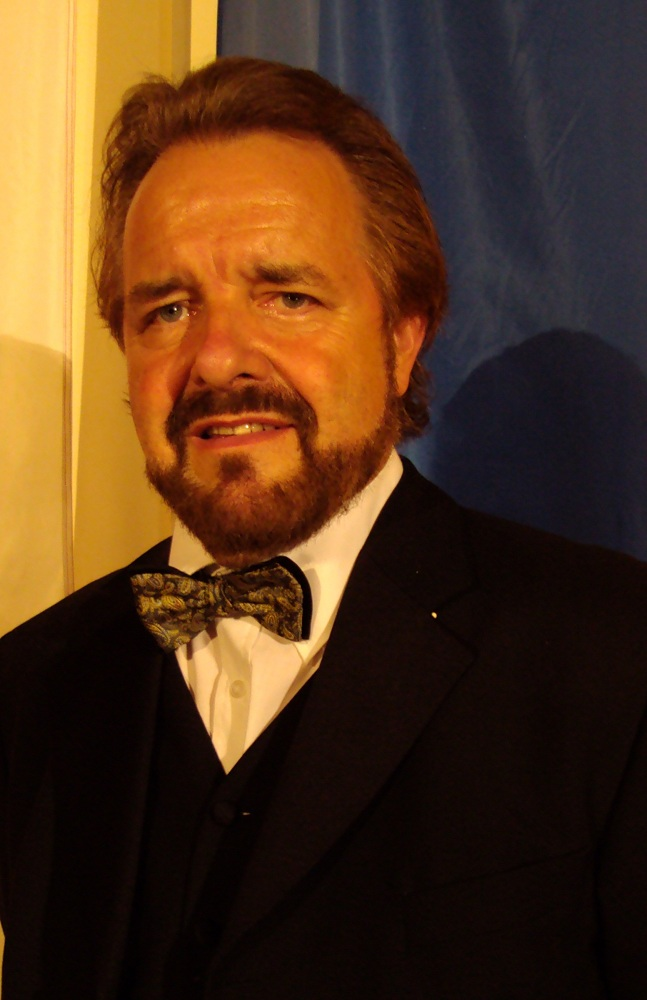
Oskar Hillebrandt, 2011

Oskar Hillebrandt (* 15. März 1943 in Schopfheim) ist ein deutscher Opernsänger (Bariton).

## Leben
Oskar Hillebrandt wurde 1943 im Baden-Württembergischen Schopfheim geboren. Nach einer erfolgreich abgeschlossenen Goldschmiede-Lehre in Recklinghausen diente er bei der Bundeswehr. Seit dem 14. Lebensjahr nahm er Gesangsunterricht am Konservatorium Gelsenkirchen. 1965 wurde er von 69 Bewerbern für das Bayreuther Jugendfestspieltreffen im Markgräflichen Opernhaus in Bayreuth ausgewählt. Sein Gesangsstudium absolvierte er an der Staatlichen Hochschule für Musik in Köln bei Professor Josef Metternich. 
Erstes Engagement war als Bass an der Württembergischen Staatsoper Stuttgart, es folgten die Wiener Staatsoper (Debüt am 21. Oktober 1991), die Mailänder Scala, das Royal Opera House (Covent Garden), die Accademia Nazionale di Santa Cecilia in Rom, die Hamburgische Staatsoper, die Bayreuther Festspiele, die Bregenzer Festspiele, das Grand Théâtre de Genève, die Carnegie Hall in New York, das Opernhaus Zürich, die Deutsche Oper Berlin, das Bolschoi-Theater, das Teatro Colón in Buenos Aires, die Huju-Oper in Shanghai, u. v. a.
Oskar Hillebrandt sang mit dem Orchester der Wiener Staatsoper (Wiener Philharmoniker), den Wiener Symphonikern, dem Wiener Hofburg Orchester, dem Festspielorchester Bayreuth, dem Orchestra della Scala di Milano, dem Cleveland Orchestra, dem Rundfunk-Sinfonieorchester Berlin, der Kungliga Hovkapellet der Königlichen Oper Stockholm, den Philharmonikern Hamburg, den Hamburger Symphonikern, dem Orchestre symphonique de Montréal, u. v. a.
Er ist mit der Sopranistin Kayo Hashimoto verheiratet, hat drei Kinder und lebt seit vielen Jahren in Wien.

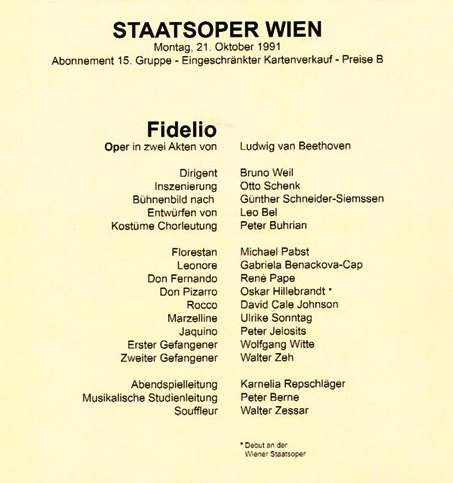
Debüt an der Wiener Staatsoper 1991

### Repertoire
Die wichtigen Rollen des Faches Heldenbariton gehören zu seinem Repertoire: 
Von Richard Wagner den Hans Sachs, aus dem Ring des Nibelungen Wotan und Alberich, den Fliegenden Holländer, aus Tristan und Isolde den Kurwenal, aus dem Parsifal Klingsor und Amfortas, aus dem Tannhäuser den Wolfram; von Richard Strauss aus Arabella den Mandryka, aus Salome den Jochanaan, aus Intermezzo den Robert Storch; von Giuseppe Verdi den Nabucco, aus Otello den Jago, den Macbeth, den Simone Boccanegra, den Falstaff, aus La forza del destino den Don Carlos; von Giacomo Puccini aus Tosca den Scarpia; von Carl Maria von Weber aus Der Freischütz den Kaspar; von Ludwig van Beethoven aus Fidelio den Don Pizarro; von Georges Bizet aus Carmen den Escamillo; von Alban Berg aus Lulu den Dr. Schön; von Arnold Schönberg aus Die Jakobsleiter den Auserwählten, u. v. a.

### Retter an der Wiener Staatsoper
Bei der Walküre-Premiere am 3. Dezember 2007 an der Wiener Staatsoper unter Regisseur Sven-Eric Bechtolf verlor im zweiten Akt der Sänger des Wotan, Juha Uusitalo, die Stimme. Direktor Ioan Holender erreichte um 18.30 Uhr am Handy Oskar Hillebrandt, der beim Wiener Westbahnhof gerade einen Bekannten abholen und mit ihm Pizza essen gehen wollte. Hillebrandt fuhr zur Oper und nach einer kurzen Verständigung mit dem Dirigenten Franz Welser-Möst sang er die Partie neben der Bühne auf einem Podest stehend zu Ende, während Uusitalo stumm agierte.

## Auszeichnungen
- Der Titel Kammersänger wurde Oskar Hillebrandt 1988 in Dortmund verliehen.